# Karla Godinez
Karla Lorena Godinez Gonzalez, née le 29 juin 1998 au Mexique, est une lutteuse canadienne.

## Carrière
Karla Godinez remporte la médaille d'or dans la catégorie des moins de 55 kg aux Championnats panaméricains de lutte 2022 à Acapulco, battant en finale l'Américaine Jacarra Winchester. Elle est médaillée de bronze dans cette même catégorie aux Championnats du monde de lutte 2022 à Belgrade.